# Bloedeilandje

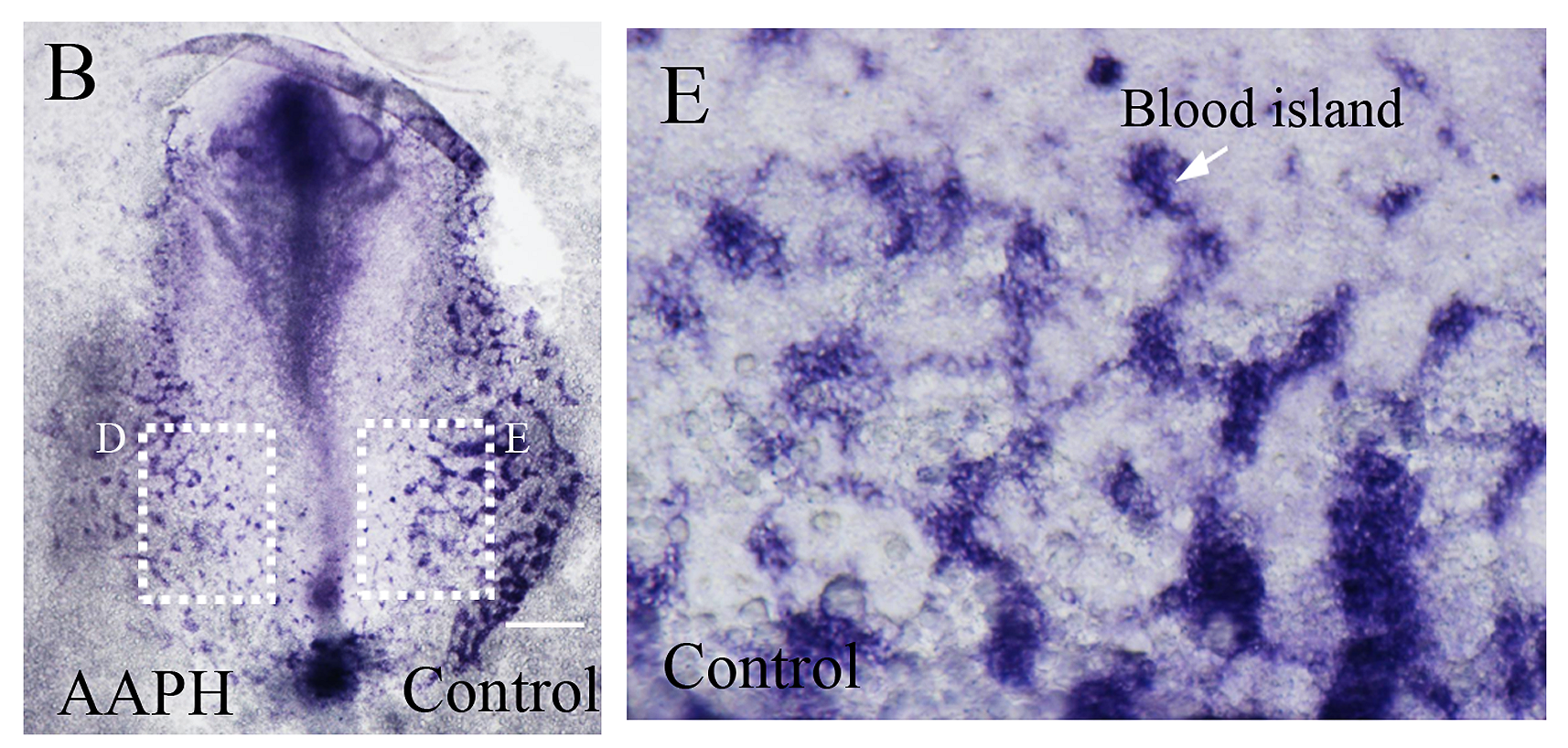
B: Primitieve streep, E: Bloedeilandjes bij een negen dagen oud (stadium HH 35) kippenembryo.

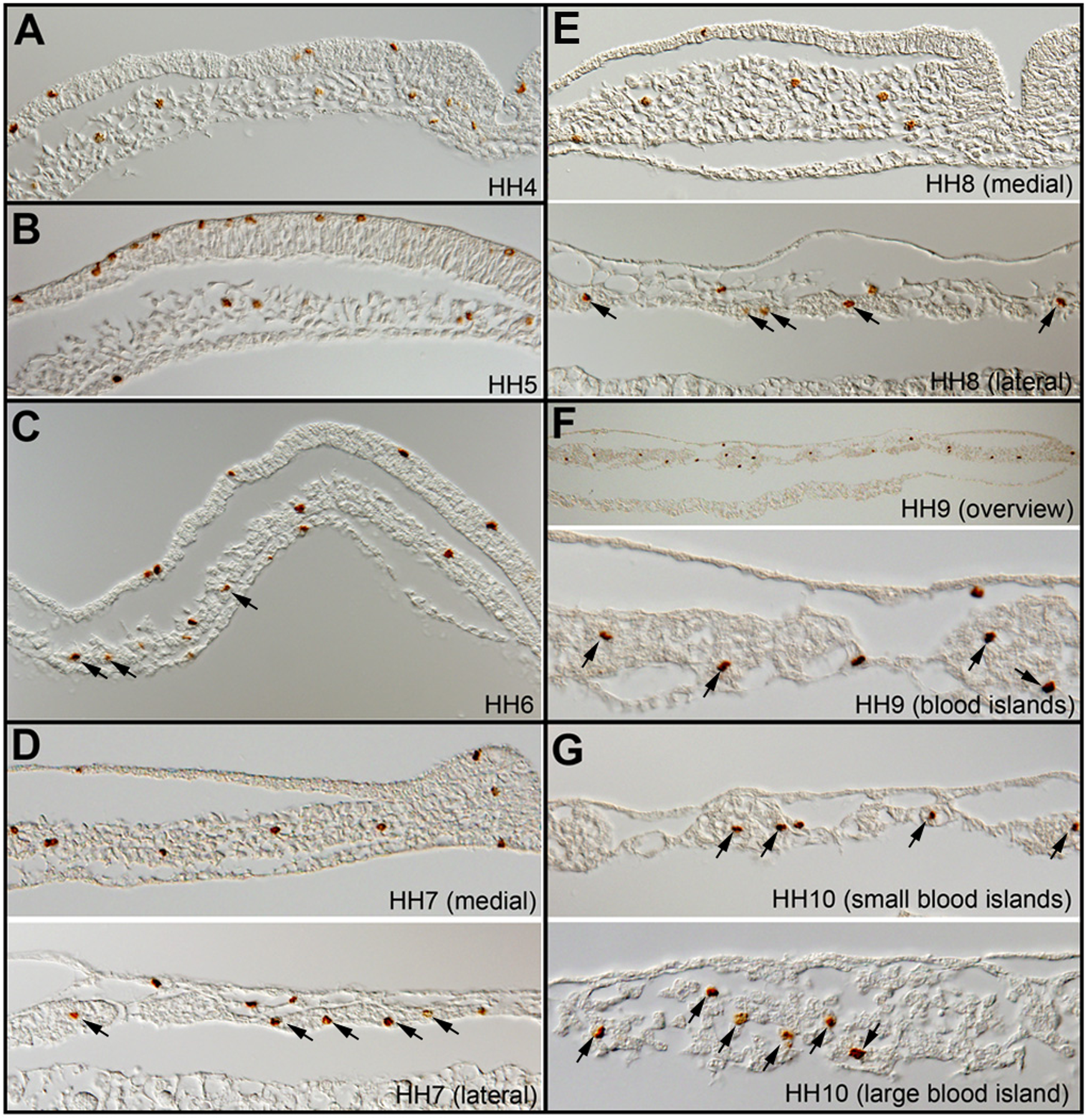
Bloedeilandjes (pijlen) bij kippenembryo's. HH: Hamburger-Hamilton stadia

Bloedeilandjes of Wolff-Pander-eilandjes zijn structuren rond het zich ontwikkelende embryo die naar verschillende delen van de bloedsomloop leiden. Bloedeilandjes ontstaan buiten het zich ontwikkelende embryo op de dooierzak, allantois, hechtsteel en chorion. Vanuit de bloedeilandjes worden de hematopoëtische stamcellen en bloedvaten gevormd. Zo wordt het netwerk van dooierzakvaten die het embryo voeden gevormd door deze eilandjes. Ze worden toegeschreven aan Caspar Friedrich Wolff, een 18e-eeuwse Duitse fysioloog en grondlegger van de embryologie en aan Christian Heinrich von Pander, een 18e-eeuwse Duits-Baltische embryoloog en zoöloog.
Bij de mens begint de vorming van extra-embryonale bloedvaten aan het begin van de derde week na de bevruchting. De vasculogenese begint wanneer mesodermcellen differentiëren tot hemangioblasten, die op hun beurt differentiëren tot angioblasten. Clusters van angioblasten vormen de bloedeilandjes. Vasculogenese is het proces van de vorming van bloedvaten, dat plaatsvindt door een de novosynthese van endotheelcellen. Het is de eerste fase van de vorming van het hart en vaatstelsel, op de voet gevolgd door angiogenese.
Binnen de bloedeilandjes beginnen lumina te ontstaan door de groei van intercellulaire spleten. De afgeplatte cellen aan de periferie vormen het endotheel. Mesenchymcellen daarbuiten vormen de spier- en bindweefselcomponenten van de bloedvaten.
Ongeveer drie weken na de bevruchting ontwikkelen rode bloedcellen, nog steeds met een celkern en bloedplasma zich buiten het embryo. De gevormde massa hecht zich aan de wand van het bloedvat. Later klonteren de cellen aan het oppervlak samen, waardoor de massa een moerbeiachtige uitstraling krijgt. Vervolgens komen de rode bloedcellen los en worden ze meegevoerd in het bloedplasma. Zulke vrije bloedcellen blijven zich delen.
Bloedeilandjes zullen endotheeluitsteeksels vormen en deze uitsteeksels zullen fuseren. Dit vormt een netwerk van bloedvaten. Na verloop van tijd zal het netwerk blijven groeien en uiteindelijk het embryo zelf binnendringen en fuseren met de zich gelijktijdig ontwikkelende embryonale bloedsomloop. Hierdoor komen sommige bloedeilandjes in het embryo zelf terecht, terwijl andere in de aanhangsels blijven.
In het muizenembryo ontstaan de bloedeilandjes in de dooierzak op embryonale dag 7 en markeren het begin van de hematopoëse.